# Elecciones regionales y municipales de Perú de 2026
Las elecciones regionales y municipales de Perú de 2026 (abreviatura: ERM 2026) se llevarían a cabo el 4 de octubre de 2026 en todo el Perú, para elegir a autoridades para el período 2027-2030. Serían convocadas por la presidenta Dina Boluarte a más tardar el 7 de enero de 2026.

## Sistema electoral

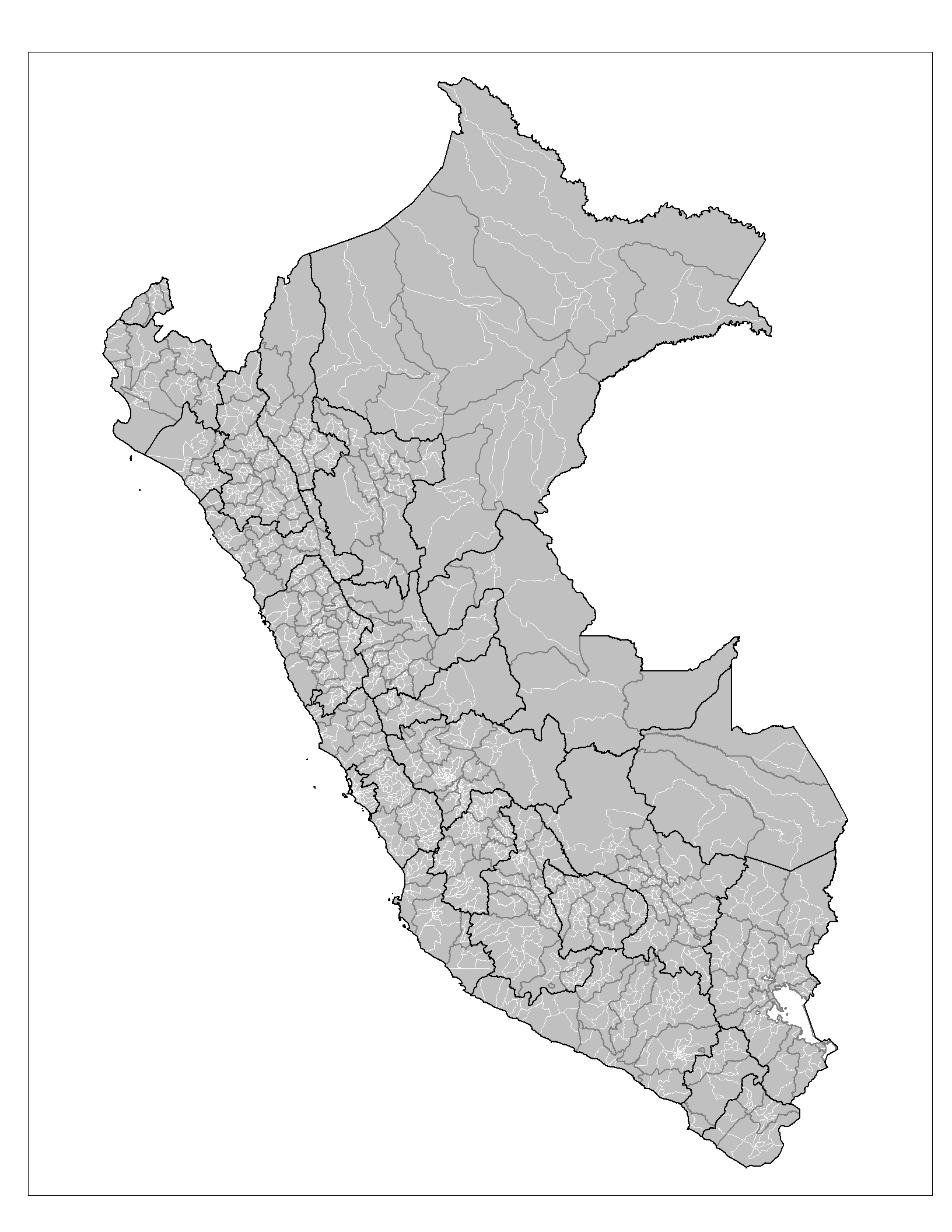
División administrativa del Perú (departamentos, provincias y distritos).

### Generalidades
La República del Perú se divide político‐administrativamente en 24 departamentos, 196 provincias y 1892 distritos. Su administración se encuentra a cargo de los gobernadores regionales, los alcaldes provinciales y los alcaldes distritales, respectivamente. Estos cargos son sometidos a elección popular el primer domingo de octubre, cada cuatro años. El sistema electoral encargado de la organización del proceso está conformado por el Jurado Nacional de Elecciones (JNE), la Oficina Nacional de Procesos Electorales (ONPE) y el Registro Nacional de Identificación y Estado Civil (RENIEC).
Los partidos políticos y los movimientos regionales debidamente inscritos en el Registro de Organizaciones Políticas están habilitados para presentar candidatos. Los candidatos de cada organización política originalmente debieron haber sido elegidos a través de elecciones primarias, abiertas y obligatorias, pero estas fueron eliminadas por el Congreso peruano en 2023 y reemplazadas por tres modalidades de selección:
- Elecciones mediante voto universal, libre, voluntario, igual, directo y secreto de todos los ciudadanos previamente inscritos como electores ante la organización política, estén o no afiliados.

- Elecciones mediante voto universal, libre, voluntario, igual, directo y secreto de los afiliados.

- Elecciones mediante delegados, previamente elegidos mediante voto universal, libre, voluntario, igual, directo y secreto de los afiliados de conformidad con lo dispuesto por el estatuto y el reglamento electoral de la organización política.

### Elecciones regionales
Los gobiernos regionales constituyen el órgano administrativo y de gobierno de los departamentos del Perú y la Provincia Constitucional del Callao. Están compuestos por el gobernador regional, el vicegobernador regional y el Consejo Regional.
La votación se realiza en base al sufragio universal, que comprende a todos los ciudadanos nacionales mayores de dieciocho años, empadronados y residentes en cada departamento y en pleno goce de sus derechos políticos.
El gobernador y vicegobernador regional son elegidos por sufragio directo. Para que un candidato sea proclamado ganador debe obtener no menos de 30% de votos válidos. En caso ningún candidato logre ese porcentaje en la primera vuelta electoral, los dos candidatos más votados participan en una segunda vuelta o balotaje. No hay reelección inmediata de gobernadores regionales.
Los consejos regionales están compuestos por entre 7 y 25 consejeros elegidos por sufragio directo para un período de cuatro (4) años. La votación es por lista cerrada y bloqueada. Cada provincia de cada departamento constituye una circunscripción electoral. Se asigna a la lista ganadora los escaños según el método d'Hondt.

### Elecciones municipales
Las municipalidades provinciales y distritales constituyen el órgano administrativo y de gobierno de las provincias y los distritos del Perú. Están compuestas por el alcalde y el concejo municipal (provincial y distrital).
La votación se realiza en base al sufragio universal, que comprende a todos los ciudadanos nacionales mayores de dieciocho años, empadronados y residentes en la provincia o el distrito y en pleno goce de sus derechos políticos, así como a los ciudadanos no nacionales residentes y empadronados en la provincia o el distrito. No hay reelección inmediata de alcaldes.
Los concejos municipales están compuestos por entre 5 y 15 regidores (excepto el de la provincia de Lima, compuesto por 39 regidores) elegidos por sufragio directo para un período de cuatro (4) años, en forma conjunta con la elección del alcalde (quien preside el concejo). La votación es por lista cerrada y bloqueada. Se asigna a la lista ganadora los escaños según el método d'Hondt o la mitad más uno, lo que más le favorezca.

## Calendario
Las fechas clave se enumeran a continuación:
- 2024:
  - 7 de octubre: Fecha límite para afiliarse a una organización política (candidatos a gobernador, vicegobernador y alcaldes).[8][9]

- 2026:
  - 4 de octubre: Elecciones regionales y municipales

## Fondo

### Cambios en las normativas electorales
A finales de 2023, el Congreso peruano eliminó las elecciones primarias, abiertas y obligatorias, que obligaban a las organizaciones políticas a elegir a sus candidatos con voto popular y establecían un mínimo de votos obtenidos para poder participar en las elecciones de cada circunscripción. Esta decisión fue criticada dado que atentaba contra la intervención de los votantes en la presentación de candidatos, impedía la reducción de un elevado número de partidos con escasa representatividad y perpetuaba el dominio de las cúpulas partidarias en la elección.
En 2024, se aprobaron inicialmente reformas constitucionales que permitían la reelección inmediata por un solo periodo para alcaldes y gobernadores, además de la eliminación de los movimientos regionales. Esta normativa también fue criticada, puesto que los partidos políticos carecían de la representatividad y la capacidad de presentar candidaturas a nivel nacional, además de intentar «eliminar la competencia» dado que los movimientos independientes derrotaban a los partidos nacionales en todas las elecciones subnacionales. Asimismo, se consideró que los partidos pasarían a ser solamente «vientres de alquiler».

### Alianzas electorales de partidos y movimientos
En 2024, la Asociación de Movimientos Regionales del Perú, organización que agrupaba múltiples movimientos independientes, anunció un acuerdo político con el Partido Regionalista de Integración Nacional (PRIN). Tras la amenaza de su eliminación, varios movimientos regionales se unieron en la práctica a partidos políticos nacionales: el Movimiento Esperanza Región Amazónica (Loreto), Contigo Callao (Callao) y Banderas Tacneñistas (Tacna) con el partido de ultraderecha Renovación Popular; Trabajo más Trabajo (La Libertad), Movimiento Regional AYNI (Ayacucho), Dignidad Tumbesina (Tumbes), Movimiento Tarpuy y Movimiento Regional AGUA (Huancavelica) con el derechista Podemos Perú. Otros partidos nacionales como Somos Perú, Partido Morado, Fe en el Perú, Nuevo Perú, Perú Primero, Acción Popular y Progresemos también sostuvieron conversaciones con distintos movimientos regionales.

## Partidos y líderes
A continuación se muestra una lista de los principales partidos y alianzas electorales participantes en las últimas elecciones subnacionales e inscritas en el registro electoral:
| Candidatura | Candidatura | Partidos y alianzas                             | Líderes                    | Líderes                     | Ideología                                                           | Resultado previo | Resultado previo | Resultado previo | Resultado previo |
| Candidatura | Candidatura | Partidos y alianzas                             | Líderes                    | Líderes                     | Ideología                                                           | Votos (%)        | Gob.             | Prov.            | Dist.            |
| ----------- | ----------- | ----------------------------------------------- | -------------------------- | --------------------------- | ------------------------------------------------------------------- | ---------------- | ---------------- | ---------------- | ---------------- |
|             | SP          | Lista - Somos Perú (SP)                         |                            | Patricia Li Sotelo          | Democracia cristiana Conservadurismo social                         | 13.76%           | 7                | 28               | 171              |
|             | RP          | Lista - Renovación Popular (RP)                 |                            | Rafael López Aliaga Cazorla | Ultraconservadurismo Fundamentalismo cristiano Populismo de derecha | 10.11%           | 0                | 2                | 36               |
|             | PP          | Lista - Podemos Perú (PP)                       |                            | José Luna Gálvez            | Conservadurismo social Populismo Nacionalismo                       | 9.73%            | 0                | 3                | 42               |
|             | APP         | Lista - Alianza para el Progreso (APP)          |                            | César Acuña Peralta         | Liberalismo económico Conservadurismo liberal Populismo de derecha  | 9.47%            | 2                | 17               | 167              |
|             | FE          | Lista - Frente de la Esperanza (FE)             |                            | Fernando Olivera Vega       | Reformismo                                                          | 5.77%            | 1                | 4                | 35               |
|             | AvP         | Lista - Avanza País (AvP)                       |                            | Aldo Borrero Rojas          | Conservadurismo liberal Neoliberalismo                              | 4.33%            | 1                | 10               | 74               |
|             | JP          | Lista - Juntos por el Perú (JP)                 |                            | Roberto Sánchez Palomino    | Socialismo democrático Progresismo                                  | 4.08%            | 0                | 4                | 37               |
|             | PL          | Lista - Perú Libre (PL)                         |                            | Vladimir Cerrón Rojas       | Socialismo del siglo XXI Marxismo-leninismo Mariateguismo           | 2.50%            | 0                | 3                | 73               |
|             | AP          | Lista - Acción Popular (AP)                     |                            | Julio Chávez Chiong         | Partido atrapalotodo                                                | 1.87%            | 0                | 3                | 61               |
|             | FP          | Lista - Fuerza Popular (FP)                     |                            | Keiko Fujimori Higuchi      | Fujimorismo Conservadurismo social Populismo de derecha             | 1.22%            | 0                | 0                | 3                |
|             | PM          | Lista - Partido Morado (PM)                     |                            | Luis Durán Rojo             | Centrismo Republicanismo Progresismo                                | 0.24%            | 0                | 0                | 0                |
|             | PPP         | Lista - Partido Patriótico del Perú (PPP)       |                            | Herbert Caller Gutiérrez    | Nacionalpopulismo Antiglobalismo Nativismo                          | 0.07%            | 0                | 0                | 0                |
|             | IND         | Lista - Movimientos regionales (Independientes) | Sin liderazgo centralizado | Sin liderazgo centralizado  | Regionalismo Localismo Municipalismo                                | 36.86%           | 14               | 122              | 983              |

## Elecciones regionales

### Sumario general
| Partidos y coaliciones | Partidos y coaliciones                              | Voto popular | Voto popular | Voto popular | Gobiernos | Gobiernos |
| Partidos y coaliciones | Partidos y coaliciones                              | Votos        | %            | ±pp          | Total     | +/−       |
| ---------------------- | --------------------------------------------------- | ------------ | ------------ | ------------ | --------- | --------- |
|                        | Somos Perú (SP)                                     |              |              |              |           |           |
|                        | Alianza para el Progreso (APP)                      |              |              |              |           |           |
|                        | Avanza País (AvP)                                   |              |              |              |           |           |
|                        | Frente de la Esperanza (FE)                         |              |              |              |           |           |
|                        | Perú Libre (PL)                                     |              |              |              |           |           |
|                        | Fuerza Popular (FP)                                 |              |              |              |           |           |
|                        | Juntos por el Perú (JP)                             |              |              |              |           |           |
|                        | Renovación Popular (RP)                             |              |              |              |           |           |
|                        | Podemos Perú (PP)                                   |              |              |              |           |           |
|                        | Acción Popular (AP)                                 |              |              |              |           |           |
|                        | Partido Morado (PM)                                 |              |              |              |           |           |
|                        | Partido Patriótico del Perú (PPP)                   |              |              |              |           |           |
|                        | Frente Popular Agrícola del Perú (Frepap)           |              |              | n/a          |           |           |
|                        | Partido Popular Cristiano (PPC)                     |              |              | n/a          |           |           |
|                        | Partido Aprista Peruano (APRA)                      |              |              | n/a          |           |           |
|                        | Partido Regionalista de Integración Nacional (PRIN) |              |              | Nuevo        |           |           |
|                        | Fe en el Perú (Fe)                                  |              |              | Nuevo        |           |           |
|                        | Partido Demócrata Verde (V)                         |              |              | Nuevo        |           |           |
|                        | Partido Demócrata Unido Perú (PD)                   |              |              | Nuevo        |           |           |
|                        | Salvemos al Perú (S)                                |              |              | Nuevo        |           |           |
|                        | Libertad Popular (LP)                               |              |              | Nuevo        |           |           |
|                        | Perú Moderno (P)                                    |              |              | Nuevo        |           |           |
|                        | Perú Primero (PP)                                   |              |              | Nuevo        |           |           |
|                        | Primero La Gente (PLG)                              |              |              | Nuevo        |           |           |
|                        | Perú Acción (PA)                                    |              |              | Nuevo        |           |           |
|                        | Partido SíCreo (SíCreo)                             |              |              | Nuevo        |           |           |
|                        | Partido de los Trabajadores y Emprendedores (PTE)   |              |              | Nuevo        |           |           |
|                        | Nuevo Perú (NP)                                     |              |              | Nuevo        |           |           |
|                        | Progresemos (Progresemos)                           |              |              | Nuevo        |           |           |
|                        | Partido Cívico OBRAS (OBRAS)                        |              |              | Nuevo        |           |           |
|                        | Ahora Nación (AN)                                   |              |              | Nuevo        |           |           |
|                        | País para Todos (PPT)                               |              |              | Nuevo        |           |           |
|                        | Partido del Buen Gobierno (PBG)                     |              |              | Nuevo        |           |           |
|                        | Fuerza Moderna (FM)                                 |              |              | Nuevo        |           |           |
|                        | Unidad y Paz (U)                                    |              |              | Nuevo        |           |           |
|                        | Voces del Pueblo (VP)                               |              |              | Nuevo        |           |           |
|                        | Peruanos Unidos: ¡Somos Libres! (PU)                |              |              | Nuevo        |           |           |
|                        | Cooperación Popular (COOP)                          |              |              | Nuevo        |           |           |
|                        | Ciudadanos por el Perú (CPP)                        |              |              | Nuevo        |           |           |
|                        | Partido Democrático Federal (PDF)                   |              |              | Nuevo        |           |           |
|                        | Batalla Perú (BP)                                   |              |              | Nuevo        |           |           |
|                        | Un Camino Diferente (UCD)                           |              |              | Nuevo        |           |           |
|                        | Integridad Democrática (ID)                         |              |              | Nuevo        |           |           |
|                        | Adelante Pueblo Unido (APU)                         |              |              | Nuevo        |           |           |
|                        | Resurgimiento Unido Nacional (RUNA)                 |              |              | Nuevo        |           |           |
|                        | Unidad Popular (UP)                                 |              |              | Nuevo        |           |           |
|                        | Independientes                                      |              |              | n/a          |           |           |
|                        |                                                     |              |              |              |           |           |
| Total                  | Total                                               |              |              |              | 25        | ±0        |
|                        |                                                     |              |              |              |           |           |
| Votos válidos          |                                                     |              |              |              |           |           |
| Votos en blanco        |                                                     |              |              |              |           |           |
| Votos nulos            |                                                     |              |              |              |           |           |
| Votos emitidos         |                                                     |              |              |              |           |           |
| Abstenciones           |                                                     |              |              |              |           |           |
| Votantes registrados   |                                                     |              |              |              |           |           |
|                        |                                                     |              |              |              |           |           |
| Fuente:                |                                                     |              |              |              |           |           |

### Resultados por departamento
La siguiente tabla enumera el control partidario en los departamentos del Perú. El cambio de mando de una organización política se resalta del color de ese partido. 
| Departamento  | Gobernador(a) titular      | Partido político | Partido político                 | Gobernador(a) electo(a) | Partido político | Partido político |
| ------------- | -------------------------- | ---------------- | -------------------------------- | ----------------------- | ---------------- | ---------------- |
| Amazonas      | Gilmer Horna Corrales      |                  | Sentimiento Amazonense Regional  |                         |                  |                  |
| Áncash        | Fabián Noriega Brito       |                  | Alianza Gobierno Unidad y Acción |                         |                  |                  |
| Apurímac      | Percy Godoy Medina         |                  | Frente de la Esperanza           |                         |                  |                  |
| Arequipa      | Rohel Sánchez Sánchez      |                  | Yo Arequipa                      |                         |                  |                  |
| Ayacucho      | Wilfredo Oscorima Núñez    |                  | Wari Llaqta                      |                         |                  |                  |
| Cajamarca     | Roger Guevara Rodríguez    |                  | Somos Perú                       |                         |                  |                  |
| Callao        | Ciro Castillo Rojo Salas   |                  | MÁS Callao                       |                         |                  |                  |
| Cusco         | Werner Salcedo Álvarez     |                  | Somos Perú                       |                         |                  |                  |
| Huancavelica  | Leoncio Huayllani Taype    |                  | Movimiento Regional AYNI         |                         |                  |                  |
| Huánuco       | Antonio Pulgar Lucas       |                  | Mi Buen Vecino                   |                         |                  |                  |
| Ica           | Jorge Hurtado Herrera      |                  | Uno por Ica                      |                         |                  |                  |
| Junín         | Zósimo Cárdenas Muje       |                  | Sierra y Selva Contigo Junín     |                         |                  |                  |
| La Libertad   | César Acuña Peralta        |                  | Alianza para el Progreso         |                         |                  |                  |
| Lambayeque    | Jorge Pérez Flores         |                  | Somos Perú                       |                         |                  |                  |
| Lima          | Rosa Vásquez Cuadrado      |                  | Unidad Cívica Lima               |                         |                  |                  |
| Loreto        | René Chávez Silvano        |                  | Somos Perú                       |                         |                  |                  |
| Madre de Dios | Luis Otsuka Salazar        |                  | Avanza País                      |                         |                  |                  |
| Moquegua      | Gilia Gutiérrez Ayala      |                  | Somos Perú                       |                         |                  |                  |
| Pasco         | Luis Chombo Heredia        |                  | Somos Perú                       |                         |                  |                  |
| Piura         | Luis Neyra León            |                  | Contigo Región                   |                         |                  |                  |
| Puno          | Richard Hancco Soncco      |                  | Reforma y Honradez               |                         |                  |                  |
| San Martín    | Walter Grundel Jiménez     |                  | Somos Perú                       |                         |                  |                  |
| Tacna         | Luis Torres Robledo        |                  | Fuerza Tacna                     |                         |                  |                  |
| Tumbes        | Segismundo Cruces Ordinola |                  | Alianza para el Progreso         |                         |                  |                  |
| Ucayali       | Manuel Gambini Rupay       |                  | Cambio Ucayalino                 |                         |                  |                  |

## Elecciones municipales provinciales

### Sumario general
| Partidos y coaliciones | Partidos y coaliciones                              | Voto popular | Voto popular | Voto popular | Alcaldías | Alcaldías |
| Partidos y coaliciones | Partidos y coaliciones                              | Votos        | %            | ±pp          | Total     | +/−       |
| ---------------------- | --------------------------------------------------- | ------------ | ------------ | ------------ | --------- | --------- |
|                        | Somos Perú (SP)                                     |              |              |              |           |           |
|                        | Renovación Popular (RP)                             |              |              |              |           |           |
|                        | Podemos Perú (PP)                                   |              |              |              |           |           |
|                        | Alianza para el Progreso (APP)                      |              |              |              |           |           |
|                        | Frente de la Esperanza (FE)                         |              |              |              |           |           |
|                        | Avanza País (AvP)                                   |              |              |              |           |           |
|                        | Juntos por el Perú (JP)                             |              |              |              |           |           |
|                        | Perú Libre (PL)                                     |              |              |              |           |           |
|                        | Acción Popular (AP)                                 |              |              |              |           |           |
|                        | Fuerza Popular (FP)                                 |              |              |              |           |           |
|                        | Partido Morado (PM)                                 |              |              |              |           |           |
|                        | Partido Patriótico del Perú (PPP)                   |              |              |              |           |           |
|                        | Frente Popular Agrícola del Perú (Frepap)           |              |              | n/a          |           |           |
|                        | Partido Popular Cristiano (PPC)                     |              |              | n/a          |           |           |
|                        | Partido Aprista Peruano (APRA)                      |              |              | n/a          |           |           |
|                        | Partido Regionalista de Integración Nacional (PRIN) |              |              | Nuevo        |           |           |
|                        | Fe en el Perú (Fe)                                  |              |              | Nuevo        |           |           |
|                        | Partido Demócrata Verde (V)                         |              |              | Nuevo        |           |           |
|                        | Partido Demócrata Unido Perú (PD)                   |              |              | Nuevo        |           |           |
|                        | Salvemos al Perú (S)                                |              |              | Nuevo        |           |           |
|                        | Libertad Popular (LP)                               |              |              | Nuevo        |           |           |
|                        | Perú Moderno (P)                                    |              |              | Nuevo        |           |           |
|                        | Perú Primero (PP)                                   |              |              | Nuevo        |           |           |
|                        | Primero La Gente (PLG)                              |              |              | Nuevo        |           |           |
|                        | Perú Acción (PA)                                    |              |              | Nuevo        |           |           |
|                        | Partido SíCreo (SíCreo)                             |              |              | Nuevo        |           |           |
|                        | Partido de los Trabajadores y Emprendedores (PTE)   |              |              | Nuevo        |           |           |
|                        | Nuevo Perú (NP)                                     |              |              | Nuevo        |           |           |
|                        | Progresemos (Progresemos)                           |              |              | Nuevo        |           |           |
|                        | Partido Cívico OBRAS (OBRAS)                        |              |              | Nuevo        |           |           |
|                        | Ahora Nación (AN)                                   |              |              | Nuevo        |           |           |
|                        | País para Todos (PPT)                               |              |              | Nuevo        |           |           |
|                        | Partido del Buen Gobierno (PBG)                     |              |              | Nuevo        |           |           |
|                        | Fuerza Moderna (FM)                                 |              |              | Nuevo        |           |           |
|                        | Unidad y Paz (U)                                    |              |              | Nuevo        |           |           |
|                        | Voces del Pueblo (VP)                               |              |              | Nuevo        |           |           |
|                        | Peruanos Unidos: ¡Somos Libres! (PU)                |              |              | Nuevo        |           |           |
|                        | Cooperación Popular (COOP)                          |              |              | Nuevo        |           |           |
|                        | Ciudadanos por el Perú (CPP)                        |              |              | Nuevo        |           |           |
|                        | Partido Democrático Federal (PDF)                   |              |              | Nuevo        |           |           |
|                        | Batalla Perú (BP)                                   |              |              | Nuevo        |           |           |
|                        | Un Camino Diferente (UCD)                           |              |              | Nuevo        |           |           |
|                        | Integridad Democrática (ID)                         |              |              | Nuevo        |           |           |
|                        | Adelante Pueblo Unido (APU)                         |              |              | Nuevo        |           |           |
|                        | Resurgimiento Unido Nacional (RUNA)                 |              |              | Nuevo        |           |           |
|                        | Unidad Popular (UP)                                 |              |              | Nuevo        |           |           |
|                        | Independientes                                      |              |              | n/a          |           |           |
|                        |                                                     |              |              |              |           |           |
| Total                  | Total                                               |              |              |              | 196       | ±0        |
|                        |                                                     |              |              |              |           |           |
| Votos válidos          |                                                     |              |              |              |           |           |
| Votos en blanco        |                                                     |              |              |              |           |           |
| Votos nulos            |                                                     |              |              |              |           |           |
| Votos emitidos         |                                                     |              |              |              |           |           |
| Abstenciones           |                                                     |              |              |              |           |           |
| Votantes registrados   |                                                     |              |              |              |           |           |
|                        |                                                     |              |              |              |           |           |
| Fuente:                |                                                     |              |              |              |           |           |

### Resultados por provincia
La siguiente tabla enumera el control partidario de las provincias donde se ubican las capitales así como las más pobladas de cada departamento, además de aquellas con una población por encima o alrededor de 80 000. El cambio de mando de una organización política se resalta del color de ese partido.
| Provincias       | Población  | Alcalde(sa) titular         | Partido político | Partido político                     | Alcalde(sa) electo(a) | Partido político | Partido político |
| ---------------- | ---------- | --------------------------- | ---------------- | ------------------------------------ | --------------------- | ---------------- | ---------------- |
| Lima             | 10 004 141 | Rafael López Aliaga Cazorla |                  | Renovación Popular                   |                       |                  |                  |
| Arequipa         | 1 226 404  | Víctor Rivera Chávez        |                  | Juntos por el Desarrollo de Arequipa |                       |                  |                  |
| Callao           | 1 171 648  | Pedro Spadaro Philipps      |                  | Contigo Callao                       |                       |                  |                  |
| Trujillo         | 1 162 870  | Mario Reyna Rodríguez       |                  | Somos Perú                           |                       |                  |                  |
| Piura            | 929 063    | Gabriel Madrid Orué         |                  | Unidad Regional                      |                       |                  |                  |
| Chiclayo         | 876 841    | Janet Cubas Carranza        |                  | Juntos por el Perú                   |                       |                  |                  |
| Huancayo         | 609 721    | Dennys Cuba Rivera          |                  | Sierra y Selva Contigo Junín         |                       |                  |                  |
| Maynas           | 559 603    | Vladimir Chong Ríos         |                  | Somos Perú                           |                       |                  |                  |
| Cusco            | 528 541    | Luis Pantoja Calvo          |                  | Inka Pachakuteq                      |                       |                  |                  |
| Santa            | 483 774    | Luis Gamarra Alor           |                  | Juntos por el Perú                   |                       |                  |                  |
| Coronel Portillo | 466 369    | Janet Castagne Vásquez      |                  | Cambio Ucayalino                     |                       |                  |                  |
| Ica              | 467 131    | Carlos Reyes Roque          |                  | Uno por Ica                          |                       |                  |                  |
| Cajamarca        | 392 571    | Joaquín Ramírez Gamarra     |                  | Cajamarca Siempre Verde              |                       |                  |                  |
| Tacna            | 358 935    | Pascual Güisa Bravo         |                  | Fuerza Tacna                         |                       |                  |                  |
| Lambayeque       | 353 715    | Percy Ramos Puelles         |                  | Avanza País                          |                       |                  |                  |
| San Román        | 353 070    | Óscar Cáceres Rodríguez     |                  | Reforma y Honradez                   |                       |                  |                  |
| Sullana          | 348 478    | Marlem Mogollón Meca        |                  | Región para Todos                    |                       |                  |                  |
| Huamanga         | 324 901    | Juan Arango Claudio         |                  | Movimiento Regional AGUA             |                       |                  |                  |
| Huánuco          | 320 269    | Juan Jara Gallardo          |                  | Mi Buen Vecino                       |                       |                  |                  |
| Chincha          | 273 463    | César Carranza Falla        |                  | Alianza para el Progreso             |                       |                  |                  |
| Cañete           | 261 008    | José Alcántara Malásquez    |                  | Unidad Cívica Lima                   |                       |                  |                  |
| Huaura           | 249 997    | Santiago Cano La Rosa       |                  | Unidad Cívica Lima                   |                       |                  |                  |
| Satipo           | 244 445    | César Merea Tello           |                  | Caminemos Juntos por Junín           |                       |                  |                  |
| San Martín       | 226 393    | Lluni Perea Pinedo          |                  | Somos Perú                           |                       |                  |                  |
| Puno             | 224 425    | Javier Ponce Roque          |                  | Reforma y Honradez                   |                       |                  |                  |
| Jaén             | 205 445    | José Tapia Díaz             |                  | Somos Perú                           |                       |                  |                  |
| Huaral           | 200 847    | Fernando Cárdenas Sánchez   |                  | Patria Joven                         |                       |                  |                  |
| Huaraz           | 190 612    | David Rosales Tinoco        |                  | Alianza Gobierno Unidad y Acción     |                       |                  |                  |
| Pisco            | 182 269    | Pedro Fuentes Hernández     |                  | Uno por Ica                          |                       |                  |                  |
| Morropón         | 174 921    | Richard Baca Palacios       |                  | Unidad Regional                      |                       |                  |                  |
| Tumbes           | 175 684    | Hildebrando Antón Navarro   |                  | Movimiento de Inclusión Regional     |                       |                  |                  |
| Sánchez Carrión  | 173 784    | Santos Ruiz Guerra          |                  | Trabajo Más Trabajo                  |                       |                  |                  |
| La Convención    | 168 389    | Alex Curi León              |                  | Juntos por el Perú                   |                       |                  |                  |
| Chanchamayo      | 166 583    | Hermenegildo Navarro Castro |                  | Sierra y Selva Contigo Junín         |                       |                  |                  |
| Talara           | 157 511    | Sigifredo Zárate Vite       |                  | Contigo Región                       |                       |                  |                  |
| Alto Amazonas    | 155 236    | William Saldaña Reyes       |                  | Somos Perú                           |                       |                  |                  |
| Barranca         | 155 025    | Luis Ueno Samanamud         |                  | Unidad Cívica Lima                   |                       |                  |                  |
| Paita            | 154 470    | Pedro Cuadros Alzamora      |                  | Fuerza Regional                      |                       |                  |                  |
| Andahuaylas      | 151 731    | Abel Serna Herrera          |                  | Frente de la Esperanza               |                       |                  |                  |
| Tambopata        | 151 561    | Luis Bocángel Ramírez       |                  | Avanza País                          |                       |                  |                  |
| Chota            | 150 552    | Aníbal Galvez Saldaña       |                  | Frente Regional de Cajamarca         |                       |                  |                  |
| San Ignacio      | 146 978    | Reguberto García Ordoñez    |                  | Somos Perú                           |                       |                  |                  |
| Leoncio Prado    | 140 453    | Marx Fuentes Reynoso        |                  | Avanza País                          |                       |                  |                  |
| Moyobamba        | 135 911    | Ernesto Peña Robalino       |                  | Unión Regional                       |                       |                  |                  |
| Rioja            | 135 554    | Jubinal Nicodemos Flores    |                  | Avanza País                          |                       |                  |                  |
| Ayabaca          | 126 550    | Darwin Quinde Rivera        |                  | Contigo Región                       |                       |                  |                  |
| Ascope           | 124 944    | María Cortijo Izquierdo     |                  | Alianza para el Progreso             |                       |                  |                  |
| Cutervo          | 122 594    | Moisés González Cruz        |                  | Alianza para el Progreso             |                       |                  |                  |
| Abancay          | 121 501    | Néstor Peña Sánchez         |                  | Alianza para el Progreso             |                       |                  |                  |
| Pasco            | 121 446    | Julio Rupay Malpartida      |                  | Somos Perú                           |                       |                  |                  |
| Utcubamba        | 119 879    | Diógenes Celis Jiménez      |                  | Victoria Amazonense                  |                       |                  |                  |
| Huancavelica     | 118 575    | Toribio Castro Cornejo      |                  | Movimiento Regional AYNI             |                       |                  |                  |
| Huancabamba      | 117 899    | Hernan Lizana Campos        |                  | Unidad Regional                      |                       |                  |                  |
| Pacasmayo        | 115 939    | Elmer León Pairazamán       |                  | Trabajo Más Trabajo                  |                       |                  |                  |
| Virú             | 109 660    | Santos Mendoza Torres       |                  | Trabajo Más Trabajo                  |                       |                  |                  |
| Azángaro         | 109 293    | Salvador Apaza Flores       |                  | Reforma y Honradez                   |                       |                  |                  |
| Ferreñafe        | 108 438    | Polanski Carmona Cruz       |                  | Somos Perú                           |                       |                  |                  |
| Canchis          | 107 333    | Ricardo Cornejo Sánchez     |                  | Inka Pachakuteq                      |                       |                  |                  |
| Quispicanchi     | 104 148    | Yamil Castillo Cusihuallpa  |                  | Somos Perú                           |                       |                  |                  |
| Oxapampa         | 102 429    | Euler Osorio Ruiz           |                  | Somos Perú                           |                       |                  |                  |
| Caylloma         | 101 277    | Alfonso Mamani Quispe       |                  | Fuerza Arequipeña                    |                       |                  |                  |
| Huanta           | 98 088     | Belisario Lope Romaní       |                  | Movimiento Regional AGUA             |                       |                  |                  |
| Mariscal Nieto   | 97 917     | John Larry Coayla           |                  | Alianza para el Progreso             |                       |                  |                  |
| Lamas            | 89 673     | May Díaz Pérez              |                  | Avanza País                          |                       |                  |                  |
| Tarma            | 88 605     | Walter Jiménez Jiménez      |                  | Caminemos Juntos por Junín           |                       |                  |                  |
| Chepén           | 88 152     | Julio Correa Chávez         |                  | Acción Popular                       |                       |                  |                  |
| Jauja            | 87 522     | Ángel Huamán Mucha          |                  | Junín Renace                         |                       |                  |                  |
| Pataz            | 86 331     | Aldo Carlos Mariños         |                  | Trabajo Más Trabajo                  |                       |                  |                  |
| Bagua            | 85 835     | Jabier Julón Pérez          |                  | Victoria Amazonense                  |                       |                  |                  |
| Ilo              | 85 806     | Humberto Tapia Garay        |                  | Somos Perú                           |                       |                  |                  |
| Chucuito         | 85 265     | Víctor Anchapuri Zapata     |                  | Reforma y Honradez                   |                       |                  |                  |
| Otuzco           | 84 971     | Julio Mantilla Aguilera     |                  | Fortaleza Perú                       |                       |                  |                  |
| Cajabamba        | 83 747     | Juan Pérez Campos           |                  | Frente Regional de Cajamarca         |                       |                  |                  |
| Celendín         | 82 965     | Julio Chávez Rodrigo        |                  | Frente Regional de Cajamarca         |                       |                  |                  |
| Tayacaja         | 82 820     | Héctor Lolo Antonio         |                  | Movimiento Regional AYNI             |                       |                  |                  |
| Hualgayoc        | 82 766     | Hernán Vásquez Saavedra     |                  | Somos Perú                           |                       |                  |                  |
| Nasca            | 82 012     | Wilman Bravo Quispe         |                  | Alianza para el Progreso             |                       |                  |                  |
| Padre Abad       | 81 541     | Iván Mendoza Jaramillo      |                  | Todos Somos Ucayali                  |                       |                  |                  |
| Carabaya         | 79 766     | Edmundo Cáceres Guerra      |                  | Moral y Desarrollo                   |                       |                  |                  |
| Tocache          | 77 170     | Vidal Gonzales Zavaleta     |                  | Unión Regional                       |                       |                  |                  |
| Mariscal Cáceres | 77 023     | Esteban Irene García        |                  | Somos Perú                           |                       |                  |                  |
| La Mar           | 73 649     | Edwin Navarro Torres        |                  | Gana Ayacucho                        |                       |                  |                  |
| Loreto           | 73 271     | José Saboya Mayanchi        |                  | Alianza para el Progreso             |                       |                  |                  |
| Chachapoyas      | 64 058     | Percy Zuta Castillo         |                  | Sentimiento Amazonense Regional      |                       |                  |                  |

## Elecciones municipales distritales

### Sumario general
| Partidos y coaliciones | Partidos y coaliciones                              | Voto popular | Voto popular | Voto popular | Alcaldías | Alcaldías |
| Partidos y coaliciones | Partidos y coaliciones                              | Votos        | %            | ±pp          | Total     | +/−       |
| ---------------------- | --------------------------------------------------- | ------------ | ------------ | ------------ | --------- | --------- |
|                        | Alianza para el Progreso (APP)                      |              |              |              |           |           |
|                        | Somos Perú (SP)                                     |              |              |              |           |           |
|                        | Podemos Perú (PP)                                   |              |              |              |           |           |
|                        | Renovación Popular (RP)                             |              |              |              |           |           |
|                        | Avanza País (AvP)                                   |              |              |              |           |           |
|                        | Frente de la Esperanza (FE)                         |              |              |              |           |           |
|                        | Acción Popular (AP)                                 |              |              |              |           |           |
|                        | Juntos por el Perú (JP)                             |              |              |              |           |           |
|                        | Perú Libre (PL)                                     |              |              |              |           |           |
|                        | Fuerza Popular (FP)                                 |              |              |              |           |           |
|                        | Partido Morado (PM)                                 |              |              |              |           |           |
|                        | Partido Patriótico del Perú (PPP)                   |              |              |              |           |           |
|                        | Frente Popular Agrícola del Perú (Frepap)           |              |              | n/a          |           |           |
|                        | Partido Popular Cristiano (PPC)                     |              |              | n/a          |           |           |
|                        | Partido Aprista Peruano (APRA)                      |              |              | n/a          |           |           |
|                        | Partido Regionalista de Integración Nacional (PRIN) |              |              | Nuevo        |           |           |
|                        | Fe en el Perú (Fe)                                  |              |              | Nuevo        |           |           |
|                        | Partido Demócrata Verde (V)                         |              |              | Nuevo        |           |           |
|                        | Partido Demócrata Unido Perú (PD)                   |              |              | Nuevo        |           |           |
|                        | Salvemos al Perú (S)                                |              |              | Nuevo        |           |           |
|                        | Libertad Popular (LP)                               |              |              | Nuevo        |           |           |
|                        | Perú Moderno (P)                                    |              |              | Nuevo        |           |           |
|                        | Perú Primero (PP)                                   |              |              | Nuevo        |           |           |
|                        | Primero La Gente (PLG)                              |              |              | Nuevo        |           |           |
|                        | Perú Acción (PA)                                    |              |              | Nuevo        |           |           |
|                        | Partido SíCreo (SíCreo)                             |              |              | Nuevo        |           |           |
|                        | Partido de los Trabajadores y Emprendedores (PTE)   |              |              | Nuevo        |           |           |
|                        | Nuevo Perú (NP)                                     |              |              | Nuevo        |           |           |
|                        | Progresemos (Progresemos)                           |              |              | Nuevo        |           |           |
|                        | Partido Cívico OBRAS (OBRAS)                        |              |              | Nuevo        |           |           |
|                        | Ahora Nación (AN)                                   |              |              | Nuevo        |           |           |
|                        | País para Todos (PPT)                               |              |              | Nuevo        |           |           |
|                        | Partido del Buen Gobierno (PBG)                     |              |              | Nuevo        |           |           |
|                        | Fuerza Moderna (FM)                                 |              |              | Nuevo        |           |           |
|                        | Unidad y Paz (U)                                    |              |              | Nuevo        |           |           |
|                        | Voces del Pueblo (VP)                               |              |              | Nuevo        |           |           |
|                        | Peruanos Unidos: ¡Somos Libres! (PU)                |              |              | Nuevo        |           |           |
|                        | Cooperación Popular (COOP)                          |              |              | Nuevo        |           |           |
|                        | Ciudadanos por el Perú (CPP)                        |              |              | Nuevo        |           |           |
|                        | Partido Democrático Federal (PDF)                   |              |              | Nuevo        |           |           |
|                        | Batalla Perú (BP)                                   |              |              | Nuevo        |           |           |
|                        | Un Camino Diferente (UCD)                           |              |              | Nuevo        |           |           |
|                        | Integridad Democrática (ID)                         |              |              | Nuevo        |           |           |
|                        | Adelante Pueblo Unido (APU)                         |              |              | Nuevo        |           |           |
|                        | Resurgimiento Unido Nacional (RUNA)                 |              |              | Nuevo        |           |           |
|                        | Unidad Popular (UP)                                 |              |              | Nuevo        |           |           |
|                        | Independientes                                      |              |              | n/a          |           |           |
|                        |                                                     |              |              |              |           |           |
| Total                  | Total                                               |              |              |              | 1696      | +2        |
|                        |                                                     |              |              |              |           |           |
| Votos válidos          |                                                     |              |              |              |           |           |
| Votos en blanco        |                                                     |              |              |              |           |           |
| Votos nulos            |                                                     |              |              |              |           |           |
| Votos emitidos         |                                                     |              |              |              |           |           |
| Abstenciones           |                                                     |              |              |              |           |           |
| Votantes registrados   |                                                     |              |              |              |           |           |
|                        |                                                     |              |              |              |           |           |
| Fuente:                |                                                     |              |              |              |           |           |

### Resultados por distrito
La siguiente tabla enumera el control partidario de las distritos con una población por encima o alrededor de 32 000. El cambio de mando de una organización política se resalta del color de ese partido.
| Distritos                            | Población | Alcalde(sa) titular               | Partido político | Partido político                 | Alcalde(sa) electo(a) | Partido político | Partido político |
| ------------------------------------ | --------- | --------------------------------- | ---------------- | -------------------------------- | --------------------- | ---------------- | ---------------- |
| San Juan de Lurigancho               | 1 225 092 | Jesús Maldonado Amao              |                  | Somos Perú                       |                       |                  |                  |
| San Martín de Porres                 | 770 725   | Hernán Sifuentes Barca            |                  | Podemos Perú                     |                       |                  |                  |
| Ate                                  | 702 815   | Franco Vidal Morales              |                  | Avanza País                      |                       |                  |                  |
| Comas                                | 586 914   | Ulises Villegas Rojas             |                  | Somos Perú                       |                       |                  |                  |
| Villa María del Triunfo              | 448 775   | Eloy Chávez Hernández             |                  | Alianza para el Progreso         |                       |                  |                  |
| San Juan de Miraflores               | 432 170   | Delia Castro Pichihua             |                  | Alianza para el Progreso         |                       |                  |                  |
| Carabayllo                           | 423 894   | Pablo Mendoza Cueva               |                  | Somos Perú                       |                       |                  |                  |
| Villa El Salvador                    | 423 887   | Guido Iñigo Peralta               |                  | Alianza para el Progreso         |                       |                  |                  |
| Santiago de Surco                    | 420 016   | Carlos Bruce Montes de Oca        |                  | Avanza País                      |                       |                  |                  |
| Puente Piedra                        | 412 174   | Rennán Espinoza Rosales           |                  | Somos Perú                       |                       |                  |                  |
| Ventanilla                           | 391 564   | Jhovinson Vásquez Osorio          |                  | Contigo Callao                   |                       |                  |                  |
| Chorrillos                           | 367 099   | Fernando Velasco Huamán           |                  | Alianza para el Progreso         |                       |                  |                  |
| Los Olivos                           | 358 910   | Felipe Castillo Oliva             |                  | Podemos Perú                     |                       |                  |                  |
| Trujillo                             | 314 939   | Arturo Fernández Bazán            |                  | Somos Perú                       |                       |                  |                  |
| Lurigancho                           | 302 599   | Oswaldo Vargas Cuéllar            |                  | Juntos por el Perú               |                       |                  |                  |
| El Porvenir                          | 242 202   | Juan Carranza Ventura             |                  | Alianza para el Progreso         |                       |                  |                  |
| Cerro Colorado                       | 241 328   | Manuel Vera Paredes               |                  | Arequipa Tradición y Futuro      |                       |                  |                  |
| La Esperanza                         | 234 854   | Wilmer Sánchez Ruíz               |                  | Trabajo Más Trabajo              |                       |                  |                  |
| El Agustino                          | 229 426   | Richard Soria Fuerte              |                  | Podemos Perú                     |                       |                  |                  |
| Independencia                        | 228 121   | Alfredo Reynaga Ramírez           |                  | Somos Perú                       |                       |                  |                  |
| Santa Anita                          | 227 776   | Olimpio Alegría Calderón          |                  | Alianza para el Progreso         |                       |                  |                  |
| Veintiséis de Octubre                | 197 261   | Víctor Febre Calle                |                  | Contigo Región                   |                       |                  |                  |
| Castilla                             | 193 225   | Walther Guerrero Silva            |                  | Unidad Regional                  |                       |                  |                  |
| La Victoria                          | 189 594   | Rubén Cano Altez                  |                  | Renovación Popular               |                       |                  |                  |
| Nuevo Chimbote                       | 189 526   | Walter Soto Campos                |                  | Alianza para el Progreso         |                       |                  |                  |
| Rímac                                | 182 882   | Néstor de la Rosa Villegas        |                  | Podemos Perú                     |                       |                  |                  |
| San Miguel                           | 180 647   | Eduardo Bless Cabrejas            |                  | Avanza País                      |                       |                  |                  |
| El Tambo                             | 178 306   | Julio Llallico Colca              |                  | Sierra y Selva Contigo Junín     |                       |                  |                  |
| José Leonardo Ortiz                  | 167 037   | Elber Requejo Sánchez             |                  | Juntos por el Perú               |                       |                  |                  |
| La Molina                            | 165 020   | Esteban Guerra García             |                  | Renovación Popular               |                       |                  |                  |
| San Juan Bautista                    | 159 614   | Joel Parimango Álvarez            |                  | Reivindiquemos Loreto            |                       |                  |                  |
| Pachacámac                           | 152 268   | Enrique Cabrera Sulca             |                  | Alianza para el Progreso         |                       |                  |                  |
| Coronel Gregorio Albarracín Lanchipa | 145 066   | Niel Zavala Meza                  |                  | Frente Esperanza por Tacna       |                       |                  |                  |
| San Sebastián                        | 141 559   | Jackelin Jiménez Chuquitapa       |                  | Inka Pachakuteq                  |                       |                  |                  |
| Paucarpata                           | 137 061   | Marco Anco Huarachi               |                  | Arequipa Tradición y Futuro      |                       |                  |                  |
| San Borja                            | 130 882   | Marco Álvarez Vargas              |                  | Renovación Popular               |                       |                  |                  |
| Tambo Grande                         | 128 004   | Segundo Meléndez Zurita           |                  | Somos Perú                       |                       |                  |                  |
| Yarinacocha                          | 124 069   | Katherin Rodríguez Díaz           |                  | Cambio Ucayalino                 |                       |                  |                  |
| Lurín                                | 114 024   | Juan Marticorena Pérez            |                  | Alianza para el Progreso         |                       |                  |                  |
| Miraflores                           | 113 503   | Carlos Canales Anchorena          |                  | Renovación Popular               |                       |                  |                  |
| Manantay                             | 113 470   | Roger Galán Torres                |                  | Ucayali Región con Futuro        |                       |                  |                  |
| Cayma                                | 108 314   | Juan Linares Cama                 |                  | Arequipa Avancemos               |                       |                  |                  |
| Santiago                             | 105 919   | Sergio Sullca Condori             |                  | Inka Pachakuteq                  |                       |                  |                  |
| Surquillo                            | 102 434   | Cinthia Álvarez Loayza            |                  | Renovación Popular               |                       |                  |                  |
| Chilca                               | 102 548   | César Damas Laurente              |                  | Sierra y Selva Contigo Junín     |                       |                  |                  |
| La Victoria                          | 100 801   | Edwin Vásquez Sánchez             |                  | Alianza para el Progreso         |                       |                  |                  |
| Pueblo Libre                         | 97 568    | Mónica Tello López                |                  | Renovación Popular               |                       |                  |                  |
| Breña                                | 95 187    | Luis de la Mata Martínez          |                  | Podemos Perú                     |                       |                  |                  |
| Huanchaco                            | 93 851    | Efraín Bueno Alva                 |                  | Alianza para el Progreso         |                       |                  |                  |
| Alto Selva Alegre                    | 91 755    | Alfredo Benavente Godoy           |                  | Juntos por el Desarrollo         |                       |                  |                  |
| Ancón                                | 91 478    | Samuel Daza Taype                 |                  | Podemos Perú                     |                       |                  |                  |
| Amarilis                             | 90 762    | Roger Hidalgo Panduro             |                  | Mi Buen Vecino                   |                       |                  |                  |
| Independencia                        | 90 711    | Ladislao Cruz Villachica          |                  | Alianza Gobierno Unidad y Acción |                       |                  |                  |
| Punchana                             | 90 609    | Olmex Escalante Chota             |                  | Loreto para Todos                |                       |                  |                  |
| Socabaya                             | 85 605    | Juan Muñoz Pinto                  |                  | Arequipa Avancemos               |                       |                  |                  |
| Jesús María                          | 83 904    | Jesús Gálvez Olivares             |                  | Renovación Popular               |                       |                  |                  |
| José Luis Bustamante y Rivero        | 83 807    | Fredy Zegarra Black               |                  | Arequipa Avancemos               |                       |                  |                  |
| Catacaos                             | 82 839    | Eddy Cruz Flores                  |                  | Unidad Regional                  |                       |                  |                  |
| Víctor Larco Herrera                 | 81 494    | Salvador León Clement             |                  | Fortaleza Perú                   |                       |                  |                  |
| Bellavista                           | 81 428    | Alexander Callán Callán           |                  | Contigo Callao                   |                       |                  |                  |
| Pueblo Nuevo                         | 77 050    | Abel Sánchez Cahuana              |                  | Uno por Ica                      |                       |                  |                  |
| San Miguel                           | 76 879    | Cristin Mamani Mamani             |                  | Frente Amplio para el Desarrollo |                       |                  |                  |
| San Jerónimo                         | 75 696    | Máximo Rimachi Morales            |                  | Juntos por el Perú               |                       |                  |                  |
| Majes                                | 74 846    | Jenry Huisa Calapuja              |                  | Fuerza Arequipeña                |                       |                  |                  |
| Belén                                | 71 162    | César Vidaurre Floridas           |                  | Somos Perú                       |                       |                  |                  |
| San Isidro                           | 69 409    | Nancy Vizurraga Torrejón          |                  | Renovación Popular               |                       |                  |                  |
| Magdalena del Mar                    | 67 761    | Francis Allison Oyague            |                  | Alianza para el Progreso         |                       |                  |                  |
| Pangoa                               | 67 539    | Oscar Villazana Rojas             |                  | Caminemos Juntos por Junín       |                       |                  |                  |
| Mariano Melgar                       | 67 014    | Oscar Ayala Arenas                |                  | Fuerza Arequipeña                |                       |                  |                  |
| Miraflores                           | 66 339    | Germán Torres Chambi              |                  | Arequipa Tradición y Futuro      |                       |                  |                  |
| La Perla                             | 64 612    | Rodolfo Adrianzén Castañeda       |                  | Contigo Callao                   |                       |                  |                  |
| Chancay                              | 62 668    | Juan Álvarez Andrade              |                  | Patria Joven                     |                       |                  |                  |
| Parcona                              | 62 071    | Lenin Cruces Crisóstomo           |                  | Alianza para el Progreso         |                       |                  |                  |
| Lince                                | 61 689    | Malca Schnaiderman Lara           |                  | Renovación Popular               |                       |                  |                  |
| Wánchaq                              | 61 474    | William Peña Farfán               |                  | Frente de la Esperanza           |                       |                  |                  |
| Perené                               | 60 585    | Jordan Soria Runachagua           |                  | Sierra y Selva Contigo Junín     |                       |                  |                  |
| Mórrope                              | 57 818    | Janet Morales Pasache             |                  | Frente de la Esperanza           |                       |                  |                  |
| Olmos                                | 57 359    | Daniel Rivera Pasco               |                  | Avanza País                      |                       |                  |                  |
| San Luis                             | 56 302    | Ricardo Pérez Castro              |                  | Renovación Popular               |                       |                  |                  |
| Los Baños del Inca                   | 55 412    | Jaime Mantilla Silva              |                  | Avanza País                      |                       |                  |                  |
| Pillco Marca                         | 55 072    | Diana Plejo Carrillo              |                  | Huánuco Primero                  |                       |                  |                  |
| San Juan Bautista                    | 54 933    | Wilmer Prado Estrella             |                  | Movimiento Regional AGUA         |                       |                  |                  |
| Mi Perú                              | 54 706    | Irvin Chávez León                 |                  | Alianza para el Progreso         |                       |                  |                  |
| Jacobo Hunter                        | 53 543    | Christian Arce Machaca            |                  | Juntos por el Desarrollo         |                       |                  |                  |
| Pimentel                             | 53 446    | Enrique Navarro Cacho Sousa       |                  | Alianza para el Progreso         |                       |                  |                  |
| La Banda de Shilcayo                 | 52 334    | Alberto Hildebrandt Pinedo        |                  | Somos Perú                       |                       |                  |                  |
| La Tinguiña                          | 49 227    | Juan Vargas Valle                 |                  | Uno por Ica                      |                       |                  |                  |
| Nueva Cajamarca                      | 48 250    | William Sánchez Edquen            |                  | Acción Popular                   |                       |                  |                  |
| Carmen de La Legua-Reynoso           | 47 071    | Edwards Javier Infante López      |                  | Contigo Callao                   |                       |                  |                  |
| Morales                              | 46 263    | Rufino Pinedo Melendez            |                  | Somos Perú                       |                       |                  |                  |
| Yura                                 | 45 585    | Mirtha Ruelas Casillas            |                  | Arequipa Tradición y Futuro      |                       |                  |                  |
| La Unión                             | 45 471    | Percy Yamunaqué Chero             |                  | Perú Libre                       |                       |                  |                  |
| Guadalupe                            | 45 202    | Juan Castañeda Llanos             |                  | Fuerza Popular                   |                       |                  |                  |
| Chaclacayo                           | 45 091    | Sergio Baigorria Seas             |                  | Renovación Popular               |                       |                  |                  |
| Moche                                | 44 663    | Roberto Chávez Olivos             |                  | Somos Perú                       |                       |                  |                  |
| Mazamari                             | 44 652    | Jhony Apolinario Caso             |                  | Sierra y Selva Contigo Junín     |                       |                  |                  |
| Laredo                               | 44 440    | Sergio Vílchez Neira              |                  | Trabajo Más Trabajo              |                       |                  |                  |
| Santa Rosa                           | 42 107    | George Robles Soto                |                  | Podemos Perú                     |                       |                  |                  |
| La Arena                             | 42 102    | Venancio Risco Juárez             |                  | Región para Todos                |                       |                  |                  |
| Chao                                 | 41 760    | Juan Soles Carbajal               |                  | Trabajo Más Trabajo              |                       |                  |                  |
| Pichanaqui                           | 41 498    | Eliseo Pariona Galindo            |                  | Sierra y Selva Contigo Junín     |                       |                  |                  |
| Santa María                          | 40 340    | José Vásquez La Cruz              |                  | Patria Joven                     |                       |                  |                  |
| Cieneguilla                          | 40 193    | Emilio Chávez Huaringa            |                  | Podemos Perú                     |                       |                  |                  |
| Bellavista                           | 39 384    | Julio Oliva Reto                  |                  | Región para Todos                |                       |                  |                  |
| Imperial                             | 39 293    | Carlos Yauricasa Tipiani          |                  | Podemos Perú                     |                       |                  |                  |
| Florencia de Mora                    | 37 879    | Wilson Toribio Vereau             |                  | Trabajo Más Trabajo              |                       |                  |                  |
| Huarmaca                             | 37 259    | Vicente Tiquillahuanca Chuquipoma |                  | Unidad Regional                  |                       |                  |                  |
| Huaura                               | 37 758    | Juan Reaño Antúnez                |                  | Patria Joven                     |                       |                  |                  |
| Barranco                             | 36 467    | Jessica Vargas Gómez              |                  | Renovación Popular               |                       |                  |                  |
| Monsefú                              | 36 188    | Erwin Huertas Uceda               |                  | Acción Popular                   |                       |                  |                  |
| Motupe                               | 35 523    | Carlos Falla Castillo             |                  | Avanza País                      |                       |                  |                  |
| Río Negro                            | 35 464    | Yuri Ferrini Nieto                |                  | Sierra y Selva Contigo Junín     |                       |                  |                  |
| Mala                                 | 34 836    | Julio Espichán Asín               |                  | Concertación para el Desarrollo  |                       |                  |                  |
| Alto de la Alianza                   | 34 733    | Demetrio Cutipa Vilca             |                  | Juntos por Tacna                 |                       |                  |                  |
| Sunampe                              | 34 535    | Jesús Rojas Valerio               |                  | Podemos Perú                     |                       |                  |                  |
| Subtanjalla                          | 34 046    | Andrés Farfán García              |                  | Uno por Ica                      |                       |                  |                  |
| Imaza                                | 33 338    | Eduardo Cungumas Kujancham        |                  | Podemos Perú                     |                       |                  |                  |
| Pacasmayo                            | 33 150    | Ricardo Guanilo Ayala             |                  | Trabajo Más Trabajo              |                       |                  |                  |
| Marcavelica                          | 33 129    | Enoc Ojeda Ruiz                   |                  | Región para Todos                |                       |                  |                  |
| Carmen Alto                          | 32 402    | Ulises Huamán Flores              |                  | Movimiento Regional AGUA         |                       |                  |                  |
| Santiago                             | 32 245    | Ismael Carpio Solís               |                  | Alianza para el Progreso         |                       |                  |                  |
| Ciudad Nueva                         | 32 153    | Walter Cardoza Chura              |                  | Podemos Perú                     |                       |                  |                  |
| Andrés Avelino Cáceres Dorregaray    | 32 000    | Edwin Gavilán López               |                  | Movimiento Regional AGUA         |                       |                  |                  |
| Huancan                              | 31 882    | Franklin Rosales Cóndor           |                  | Sierra y Selva Contigo Junín     |                       |                  |                  |
| Salas                                | 31 666    | Javier Fernández Matta            |                  | Obras por la Modernidad          |                       |                  |                  |
| Yanacancha                           | 31 151    | Julio Cajahuaman Quispe           |                  | Pasco Dignidad                   |                       |                  |                  |
| San Clemente                         | 30 611    | Alejandro Escate Palacios         |                  | Uno por Ica                      |                       |                  |                  |
| Grocio Prado                         | 30 450    | Víctor Pachas Morán               |                  | Uno por Ica                      |                       |                  |                  |
| Tumán                                | 30 159    | Julio Gálvez Marrufo              |                  | Alianza para el Progreso         |                       |                  |                  |
| Casa Grande                          | 29 942    | John Vargas Campos                |                  | Nueva Libertad                   |                       |                  |                  |
| Nuevo Imperial                       | 29 934    | Carmen Ramos Oyolo                |                  | Unidad Cívica Lima               |                       |                  |                  |
| San Ramón                            | 29 821    | Renato Carrión Wissar             |                  | Alianza para el Progreso         |                       |                  |                  |
| Paiján                               | 29 804    | Richard Zavaleta Guarniz          |                  | Nueva Libertad                   |                       |                  |                  |
| Las Lomas                            | 29 345    | María del Rosario Guevara         |                  | Contigo Región                   |                       |                  |                  |
| Végueta                              | 29 269    | Mario Rodríguez Collantes         |                  | Concertación para el Desarrollo  |                       |                  |                  |
| Río Tambo                            | 29 138    | Digna Sucari Maldonado            |                  | Caminemos Juntos por Junín       |                       |                  |                  |
| Hualmay                              | 29 126    | Reynaldo Cherrepano Manrique      |                  | Patria Joven                     |                       |                  |                  |
| Sachaca                              | 29 124    | Renzo Salas Herrera               |                  | Arequipa Avancemos               |                       |                  |                  |
| Querocotillo                         | 28 667    | José Fernández Tapia              |                  | Cajamarca Siempre Verde          |                       |                  |                  |
| Pomalca                              | 27 672    | Manfri Bernal Yovera              |                  | Perú Libre                       |                       |                  |                  |
| Yanahuara                            | 27 081    | Sergio Bolliger Marroquín         |                  | Arequipa Transformación          |                       |                  |                  |